# Formele rechtskracht (Nederland)
De formele rechtskracht is een leerstuk in het Nederlandse bestuursrecht dat inhoudt dat een besluit van een bestuursorgaan, zodra het onherroepelijk is geworden, voor rechtmatig wordt gehouden in andere rechtsgangen, met name bij de civiele rechter. Uitgegaan moet worden van de geldigheid van een besluit van een bestuursorgaan indien daartegen een met voldoende waarborgen omklede rechtsgang heeft opengestaan die niet is gebruikt of niet tot vernietiging van dat besluit heeft geleid. Dit beginsel bevordert de rechtszekerheid en voorkomt dat besluiten eindeloos ter discussie kunnen worden gesteld.
De formele rechtskracht van een besluit betreft uitsluitend de rechtsgevolgen die met dat besluit tot stand zijn gebracht en niet de feitelijke en juridische oordelen die daaraan ten grondslag liggen.
In verschillende wetgevingstrajecten wordt rekening genouden met de formele rechtskracht.

## Definitie
Een besluit verkrijgt formele rechtskracht wanneer het onherroepelijk is geworden, doorgaans doordat de bezwaartermijn is verstreken zonder dat bezwaar of beroep is ingesteld, of doordat bezwaar en/of beroep is ingesteld maar heeft geleid tot bevestiging van het besluit. Vanuit de leer van de formele rechtskracht wordt zo'n besluit in beginsel geacht rechtmatig te zijn, ook al bevat het mogelijk inhoudelijke gebreken.

## Doel en functie
De leer heeft vooral een procesrechtelijke betekenis. Zij voorkomt dat besluiten die onherroepelijk zijn geworden opnieuw aan de orde worden gesteld in bijvoorbeeld een civiele procedure tot schadevergoeding. Dit draagt bij aan:
- Rechtszekerheid voor burgers en bestuursorganen
- Efficiëntie van de rechtspleging
- Scheiding van bevoegdheden tussen bestuursrechter en burgerlijke rechter

## Historische ontwikkeling
De leer van de formele rechtskracht is ontwikkeld in de Nederlandse jurisprudentie. De Hoge Raad der Nederlanden heeft deze leer in de jaren 1980 expliciet bevestigd in meerdere arresten. Zij vindt haar oorsprong in het streven naar een duidelijke taakverdeling tussen de bestuursrechter (voor beoordeling van besluiten) en de civiele rechter (voor schadevergoeding en privaatrechtelijke geschillen).

## Rechtspraak
HR 16 mei 1986, ECLI:NL:HR:1986:AC9347 (Heesch/Van den Akker)
De Hoge Raad oordeelde dat de civiele rechter bij de beoordeling van een vordering tot schadevergoeding wegens een bestuursrechtelijk besluit dat formele rechtskracht heeft gekregen, ervan moet uitgaan dat het besluit rechtmatig is. Uitzonderingen zijn mogelijk in bijzondere gevallen, bijvoorbeeld bij bedrog of evidente strijd met hogere regelgeving.
HR 2 juni 1995, ECLI:NL:HR:1995:ZC1744
HvJ EG 13 januari 2004, ECLI:EU:C:2004:17 (Kühne & Heitz)
Het HvJ EG oordeelde dat nationale bestuursorganen in bepaalde gevallen verplicht kunnen zijn om onherroepelijke besluiten te herzien als dat noodzakelijk is voor de naleving van het EU-recht.
HR 21 oktober 2005, ECLI:NL:HR:2005:AT8823 (Bouwvergunning Heemstede)
De Hoge Raad bevestigde de eerdere lijn en verduidelijkte dat ook bij feitelijk onrechtmatige uitvoering van een formeel rechtmatig besluit, de overheid aansprakelijk kan zijn — maar niet vanwege de onrechtmatigheid van het besluit zelf.
CRVB 3 februari 2016, ECLI:NL:CRVB:2016:445

CRVB 26 april 2016, ECLI:NL:CRVB:2016:1566
In die arresten oordeelde de Centrale Raad van Beroep dat de formele rechtskracht van een besluit  uitsluitend de rechtsgevolgen betreft die met dat besluit tot stand zijn gebracht en niet de feitelijke en juridische oordelen die daaraan ten grondslag liggen.

## Kritiek en uitzonderingen

### Kritiek
Er is kritiek op de rigide toepassing van de formele rechtskracht, vooral als burgers door gebrek aan kennis of middelen geen bezwaar of beroep instellen. Het kan leiden tot situaties waarin een onjuist besluit niet gecorrigeerd kan worden.
Naar aanleiding van de Europese arresten Köbler (30 september 2003) en Kühne & Heitz (13 januari 2004) heeft het Expertise Centrum Europees Recht (ECER) in 2007 een advies uitgebracht over de gevolgen daarvan voor de Nederlandse rechtsorde.

### Uitzonderingen
De leer wordt niet onverkort toegepast in uitzonderlijke omstandigheden:
- Als het bestuursorgaan het besluit zelf als onrechtmatig erkent
- Bij evidente schending van fundamentele rechtsbeginselen
- Wanneer een burger feitelijk onmogelijk bezwaar kon maken (bijvoorbeeld door misleiding)